# Annalaura di Luggo
Annalaura di Luggo (Napoli, 12 dicembre 1970) è un'artista, pittrice e fotografa italiana.
Presente alla 58.ma Biennale di Venezia (padiglione della Repubblica Dominicana), è la protagonista del docufilm di Bruno Colella Napoli Eden.

## Biografia
È nata e lavora a Napoli. L'artista mette al centro della sua ricerca artistica l’occhio come simbolo di identità e unicità umana e brevetta una macchina fotografica capace di ritrarre l’iride in maniera gigantografica per iniziare un viaggio alla scoperta del mistero della vita e della creazione. La prima personale è del 2015 con "Occh-IO" all’Expo di Milano un progetto di fotografia performativa in cui l'artista fotografa l’iride come simbolo di identità ed unicità di ogni essere umano. Dalle star di Hollywood come Antonio Banderas, Jeremy Irons, Mira Sorvino alle categorie più abbandonate come i carcerati o i non vedenti. Altre esposizioni si sono tenute a Miami, Monte Carlo e New York.
Nelle sue opere ha affrontato diversi temi, tra cui l’incarcerazione con “Never Give Up”; le tematiche del mondo marino con “Sea Visions/7 punti di vista”; i diritti umani con “Human Rights Vision” per la Fondazione Kennedy; la rinascita e la redenzione con “Genesis”, in occasione della partecipazione alla 58. Biennale di Venezia e la cecità con “Blind Vision”.

## Blind Vision
La sua opera Blind Vision si concentra sul senso della vista, fotografando le iridi di un gruppo di 20 persone parzialmente o completamente cieche ed è stata mostrata al Basel Art Fair di New York, a Cortina d’Ampezzo, a Napoli, alle Nazioni Unite e al Consolato Italiano di New York. È in esposizione permanente a Napoli al Museo Colosimo.

## Napoli Eden
Con il patrocinio del comune di Napoli e il supporto del CIAL di Milano nel 2019 realizza “Napoli Eden”, un progetto artistico che mette al centro le questioni ambientali sul riciclo e l’eco-sostenibilità in cui sono state poste in quattro luoghi iconici della città di Napoli (Piazza Municipio, Galleria Umberto I, Largo Baracche, Largo Santa Caterina) quattro opere di dimensione monumentale (Pyramid, Harmonia, Triunphus e Geminus), realizzate “con strumenti ordinari nei materiali e nella tecnica, portati alla vitalità artistica e sottratti al destino di morte in discarica o magazzino".
Le opere di Napoli Eden sono interamente in alluminio riciclato, simbolo dell’economia circolare nella logica del recupero e della trasformazione della materia, e alla loro creazione ha contribuito un gruppo di ragazzi dei Quartieri Spagnoli, coinvolti in particolare dall’artista nella costruzione di Pyramid, un albero di 10 metri costituito da una cascata di filamenti in alluminio riciclato. Lo stesso materiale è stato anche trasformato in splendidi abiti scultura realizzati in collaborazione con gli studenti dell’accademia delle Belle Arti di Roma coordinati dall’artista e da Graziella Pera.
Questo progetto ha ispirato la creazione del documentario Napoli Eden, diretto da Bruno Colella con le musiche di Eugenio Bennato, la fotografia di Blasco Giurato, la consulenza creativa di Stanley Isaacs e la consulenza marketing di Greg Ferris. Napoli Eden è stato presentato in anteprima a Roma all’Arena Adriano Studios, al Cinema Citylife anteo di Milano e all'arena Spartacus. Uscirà nelle sale nel 2021.
Napoli Eden è stato classificato come film d’essai ed ha vinto vari premi a festival internazionali tra cui: Impact DOCS Awards California; Hollywood Gold Awards 2020; L’Age d’Or International Arthouse Film Festival 2020; Venice Film Awards 2020. Napoli Eden ha superato la selezione d’ingresso al concorso degli Academy Awards ed è entrato nella lista delle opere in corsa alla nomination per la 93ª edizione degli Oscar come miglior “Feature Documentary”.

## Colloculi > We Are Art
Nel 2022 l'artista realizza l’installazione multimediale interattiva “Colloculi > We Are Art” a cura di Gabriele Perretta esposta alla Fondazione Banco Napoli da Marzo a Settembre 2022.
“Colloculi > We Are Art” è una gigantesca interpretazione scultorea dell’iride umano interamente realizzata in alluminio riciclato, in linea con i principi dell’economia circolare e della sostenibilità.
Nella pupilla di “Colloculi” prende vita l’opera multimediale We Are Art". Il punto di partenza sono gli occhi di quattro ragazzi, che rivelano attraverso i linguaggi della videoarte, del sound design e della realtà immersiva, come hanno superato avversità quali bullismo, discriminazione razziale, cecità, alcool e criminalità. Mentre l’osservatore attraverso un sistema di telecamere “gesture recognition”, entra a far parte della scena.
Il processo creativo e di realizzazione è il focus del documentario WE ARE ART THROUGH THE EYES OF ANNALAURA diretto dalla stessa artista. Il documentario si è qualificato per la Consideration agli Oscar 2023 come Best Documentary Feature e Best Original Song. La canzone originale We Are Art scritta da Annalaura di Luggo e Paky Di Maio è entrata in nomination agli Hollywood Music in Media awards 2022 (HMMA) come Best Song in a Documentary

## Produzioni e mostre recenti
- "Colloculi We Are Art installazione Multimediale Interattiva esposta all' Archivio Storico della Fondazione Banco Napoli Marzo Sett 2022 e al Museo Archeologico Nazionale di Napoli (MANN) Ottobre 2022 Febbraio 2023
- "Genesis", esposta a La Biennale di Venezia 2019.
- "Napoli Eden", installazioni multimediali esposte in pubblica piazza a Napoli dicembre 2019 Gennaio 2020
- "Blind Vision", opera multimediale e documentaristica sulla cecità esposta in permanenza al Museo Colosimo di Napoli e in esposizione temporanea alle Nazioni Unite di New York durante la Conferenza Mondiale sulla disabilità 2018 e al Consolato Italiano di New York 2019
- "Never Give Up", installazione permanente nel Museo Carcerario Minorile di Nisida.
- "Occh-IO/Eye/I", progetto di fotografia performativa.
- "Human Rights Vision", mostra al Palazzo Vecchio di Firenze sui diritti umani.2017
- "Sea Vision", sette installazioni al Salone Nautico Internazionale di Genova.2016
- "Un occhio contro la progeria"[27] 2015

## Filmografia
- We Are Art Through the Eyes of Annalaura (lungometraggio 2022) di Annalaura di Luggo
- Napoli Eden (lungometraggio - 2020) di Bruno Colella;
- Blind Vision (documentario - 2017) di Nanni Zedda;
- Never Give Up (cortometraggio - 2016) di Pierluigi Ferrandini;
- Giving Back generation, tv series per Tatatu[28]

## Critica internazionale
Annalaura di Luggo ha ricevuto recensioni da critici letterari a livello internazionale quali Paul Laster, Paco Barragan e Timothy Hadfield.